# Listă de castele din România
Aceasta este o listă a castelelor din România declarate monumente istorice de către Ministerul Culturii din România:

## Banat

### Județul Caraș-Severin
| Imagine | Nume                 | Localitate | Stil arhitectural | Data construcției              | Note                                                                       |
| ------- | -------------------- | ---------- | ----------------- | ------------------------------ | -------------------------------------------------------------------------- |
|         | Conacul Atanasievici | Valeapai   | Neoclasic         | 1840                           |                                                                            |
|         | Conacul Baich        | Vărădia    |                   |                                |                                                                            |
|         | Conacul Brody        | Delinești  |                   |                                | Găzduiește o școală generală.                                              |
|         | Conacul Capra        | Jupa       |                   | 1795                           | Conacul și terenul aferent au fost atribuite societății Gurgu ProdCom SRL. |
|         | Conacul Furlugeanu   | Tirol      |                   |                                |                                                                            |
|         | Conacul Grabovszky   | Apadia     |                   |                                |                                                                            |
|         | Conacul Ioanovici    | Duleu      |                   |                                | Găzduiește un cămin cultural.                                              |
|         | Conacul Juhász       | Zăgujeni   |                   |                                |                                                                            |
|         | Conacul Kucerni      | Fârliug    |                   | Jumătatea secolului al XIX-lea | Găzduiește Primăria comunei.                                               |
|         | Conacul Licsek       | Maciova    |                   |                                |                                                                            |

### Județul Timiș
| Imagine | Nume                  | Localitate      | Stil arhitectural | Data construcției              | Note |
| ------- | --------------------- | --------------- | ----------------- | ------------------------------ | --- |
|         | Conacul Damaszkin     | Beregsău Mic    |                   | 1788                           | Conacul a fost dat în grija unei localnice din Beregsău Mic, Ivanca Arsin, care a transformat una dintre încăperi în birou de topografie. |
|         | Conacul Gudenus       | Gad             | Baroc             | Începutul secolului al XIX-lea | |
|         | Castelul Huniade      | Timișoara       | Neogotic          | 1443–1447                      | Din 1947 castelul găzduiește Muzeul Banatului.                                                                                            |
|         | Castelul Karátsonyi   | Banloc          | Renascentist      | 1750                           | În prezent castelul este revendicat de Prințul Paul al României.                                                                          |
|         | Castelul Mercy        | Carani          |                   | 1733–1734                      | După 1989 castelul a fost restituit unui urmaș din Austria.                                                                               |
|         | Conacul Mocioni       | Foeni           |                   | 1750                           | Găzduiește un cămin cultural. |
|         | Castelul Nakó         | Sânnicolau Mare | Neoclasic         | 1864                           | Restaurat cu fonduri europene, castelul adăpostește Casa de Cultură și Muzeul orașului.                                                   |
|         | Conacul Nicolici      | Rudna           |                   | 1781–1782                      | Restaurat de cuplul româno-german Maria și Willie Radermacher.                                                                            |
|         | Castelul Pălărierului | Periam          |                   | 1892                           | În castel funcționează fabrica de pălării Lux Periam.                                                                                     |
|         | Conacul Petala        | Clopodia        | Baroc             | 1840                           | Construcția a fost dată spre vânzare la prețul de 180.000 de euro.                                                                        |
|         | Conacul San Marco     | Comloșu Mare    |                   | 1840                           | O aripă a castelului se află în proprietate privată, iar cealaltă găzduiește sediul primăriei.                                            |

## Crișana și Maramureș

### Județul Arad
| Imagine | Nume                       | Localitate | Stil arhitectural | Data construcției              | Note |
| ------- | -------------------------- | ---------- | ----------------- | ------------------------------ | --- |
|         | Castelul Bohuș             | Șiria      | Neoclasic         | 1838                           | În castel funcționează Muzeul Memorial „Ioan Slavici și Emil Monția”.                                                                      |
|         | Castelul Csernovics        | Macea      | Baroc târziu      | 1724–1745                      | Universitatea de Vest „Vasile Goldiș” funcționează în acest edificiu.                                                                      |
|         | Castelul Dietrich-Sukowsky | Pâncota    | Baroc             | 1825–1840                      | Adăpostește primăria și biblioteca orășenească Pâncota.                                                                                    |
|         | Castelul Konopi            | Odvoș      | Clasicist         | Anii 1800                      | Castelul s-a reîntors în proprietatea familiei Konopi-Lengyel în anul 2007.                                                                |
|         | Castelul Kövér-Appel       | Fântânele  | Neoclasic         | Secolul al XIX-lea             | |
|         | Castelul Mișici-Bocu       | Lipova     |                   | Secolul al XIX-lea             | În interiorul castelului își are sediul Muzeul Orășenesc Lipova.                                                                           |
|         | Castelul Mocioni           | Bulci      |                   | Începutul secolului al XIX-lea | În prezent, după finalizarea procesului privind retrocedarea în 2012, ansamblul a rămas în administrarea Spitalului Județean Arad.         |
|         | Castelul Mocioni-Teleki    | Căpâlnaș   |                   |                                | |
|         | Castelul Nopcsa            | Arad       | Clasicist         | 1800–1850                      | În prezent adăpostește Liceul Tehnologic „Iuliu Moldovan” și o parte a Liceului Teoretic „Adam Müller-Guttenbrunn”.                        |
|         | Castelul Purgly            | Șofronea   |                   | 1789                           | Azi se află sub administrația Fundației umanitare „Humanitas Gura Popii”.                                                                  |
|         | Castelul Regal             | Săvârșin   |                   | 1650–1680                      | Castelul a fost inaugurat în 2015 după opt ani de lucrări de restaurare, executate după informații din jurnalul Reginei Elena.             |
|         | Castelul Salbek            | Petriș     | Neoclasic         | 1811                           | Castelul a fost cumpărat în 2016 de compania londoneză OMC Investments, care a dat această proprietate în administrarea Botnar Foundation. |
|         | Castelul Solymosy          | Mocrea     | Neoclasic         | 1834                           | Găzduiește un spital de psihiatrie. |

### Județul Bihor
| Imagine | Nume                              | Localitate       | Stil arhitectural | Data construcției         | Note |
| ------- | --------------------------------- | ---------------- | ----------------- | ------------------------- | --- |
|         | Castelul Bathyanyi                | Aleșd            | Baroc             | 1830                      | În prezent aici funcționează Spitalul Orășenesc.                                                                                                  |
|         | Castelul Csáky                    | Marghita         | Baroc             | Secolul al XVIII-lea      | În prezent găzduiește sediul Primăriei. |
|         | Castelul Degenfeld-Schomburg      | Balc             | Romantic          | 1484, reconstruit în 1896 | Proprietatea a fost cumpărată în 2011 pentru suma de 993.000 de euro de către firma ADL Invest din Moinești, județul Bacău.                       |
|         | Conacul Dráveczky                 | Galoșpetreu      | Clasicist         | 1846                      | |
|         | Conacul Fráter                    | Galoșpetreu      | Rococo            | 1896                      | Găzduiește în prezent un orfelinat. |
|         | Curia Komarony                    | Otomani          |                   | Secolul al XVIII-lea      | |
|         | Castelul Markovics                | Arpășel          |                   | 1850                      | |
|         | Castelul Miskolczy                | Ciumeghiu        | Istoricist        | 1779                      | Clădirea găzduiește un centru de afaceri în agricultură.                                                                                          |
|         | Castelul Miskolczy                | Ghiorac          |                   | 1779                      | Clădirea găzduiește un dispensar medical. |
|         | Castelul ordinului premonstratens | Sânmartin        |                   | Secolul al XVIII-lea      | |
|         | Castelul Thelegdy                 | Tileagd          |                   | 1848                      | Clădirea este în administrarea Consiliului Județean Bihor, având destinația de Centru școlar pentru educație incluzivă pentru copiii cu handicap. |
|         | Castelul Toldy                    | Sânnicolau Român |                   | Secolele XV–XVI           | |
|         | Castelul Zathureczky              | Țețchea          |                   | Secolul al XIX-lea        | |
|         | Castelul de vânătoare Zichy       | Gheghie          |                   | 1860                      | |
|         | Castelul Zichy                    | Diosig           |                   | 1701                      | O aripă a castelului a fost restaurată cu fonduri europene.                                                                                       |
|         | Conacul Zichy                     | Lugașu de Jos    |                   | 1840                      | Clădirea este folosită azi ca și hotel. |
|         | Castelul Zichy                    | Poiana Florilor  |                   | 1891–1893                 | Castelul și schitul din Poiana Florilor se află în prezent în administrarea Mănăstirii Sfintei Cruci din Oradea.                                  |

### Județul Satu Marе
| Imagine | Nume                       | Localitate    | Stil arhitectural | Data construcției                       | Note |
| ------- | -------------------------- | ------------- | ----------------- | --------------------------------------- | --- |
|         | Castelul Braunecker-Bölöni | Săcășeni      | Eclectic          | 1880                                    | Primăria Săcășeni își are sediul în castel. |
|         | Castelul Cserey-Fischer    | Tășnad        | Baroc             | 1771                                    | Clădirea funcționează ca muzeu din 1978, colecțiile sale prezentând istoria orașului Tășnad.                                                               |
|         | Castelul Károlyi           | Ardud         |                   | 1481, reconstruit în 1730               | |
|         | Castelul Károlyi           | Carei         | Eclectic          | 1482                                    | Restaurat și reabilitat prin Programul Operațional Regional 2007–2013.                                                                                     |
|         | Castelul Lónyai            | Medieșu Aurit | Renascentist      | 1630                                    | Castelul a fost revendicat de Casa Regală a României, prin prințul Paul, dar primăria din Medieșu Aurit a respins cererea care se judecă acum în instanță. |
|         | Castelul Perényi           | Turulung      |                   | Secolul al XVIII-lea, modificat în 1848 | Din 1934 în clădire funcționează o școală. |
|         | Castelul Vécsey            | Livada        | Gotic             | 1760–1764                               | |

### Județul Maramureș
| Imagine | Nume              | Localitate       | Stil arhitectural | Data construcției    | Note |
| ------- | ----------------- | ---------------- | ----------------- | -------------------- | --- |
|         | Castelul Apafi    | Coștiui          |                   | Secolul al XVII-lea  | Găzduiește Școala cu clasele I–VIII Coștiui. |
|         | Castelul Blomberg | Gârdani          |                   | 1780–1821            | Cunoscut odinioară ca școală specială pentru copii cu deficiențe, castelul a fost cumpărat în 2016 de Ioan Andrei Botiș din Valea Stejarului, Maramureș. |
|         | Castelul Péchy    | Țicău            |                   | Secolul al XIX-lea   | |
|         | Castelul Pokol    | Valea Borcutului |                   | 1903                 | |
|         | Castelul Teleki   | Coltău           | Baroc             | Secolul al XVIII-lea | |
|         | Castelul Teleki   | Pribilești       | Eclectic          | 1897                 | |
|         | Castelul Teleki   | Satulung         | Eclectic          | 1891                 | După 1989 consiliul local a vândut imobilul unui om de afaceri înstărit, care a renovat castelul și intenționează să deschidă un hotel.                  |

## Transilvania

### Județul Alba
| Imagine | Nume                          | Localitate                                       | Stil arhitectural                                             | Data construcției  | Note |
| ------- | ----------------------------- | ------------------------------------------------ | ------------------------------------------------------------- | ------------------ | --- |
|         | Castelul Bánffy               | Sâncrai                                          | Renascentist, cu fațade în stilul baroc târziu și art nouveau | 1805               | În 2014 castelul a primit destinația de așezământ cultural.                                                 |
|         | Castelul Bethlen              | Aiud                                             | Renascentist                                                  | 1668–1683          | În castel funcționează în prezent un muzeu de istorie.                                                      |
|         | Castelul Bethlen              | Sânmiclăuș 46,244°N 24,06297°E / 0°N 0°E         |                                                               | 1667–1683          | |
|         | Castelul Bethlen-Haller       | Cetatea de Baltă 46,25566°N 24,17348°E / 0°N 0°E | Baroc                                                         | 1560               | Castelul se află în proprietatea lui Claudiu Necșulescu, patronul producătorului de vinuri albe Jidvei.     |
|         | Castelul Esterházy            | Șard                                             |                                                               | Secolul al XVI-lea | |
|         | Castelul din Izvoru Ampoiului | Zlatna                                           |                                                               | 1936–1939          | În 2010 a fost pus în vânzare pentru suma de 350.000 de euro.                                               |
|         | Castelul Kemény               | Galda de Jos                                     |                                                               |                    | În incinta castelului funcționează în prezent Centrul de Recuperare și Reabilitare Neuropsihiatrică (CRRN). |
|         | Castelul Martinuzzi           | Vințu de Jos                                     | Renascentist                                                  | 1546–1551          | |
|         | Castelul din Blaj (Apafi)     | Blaj                                             |                                                               | 1535               | Găzduiește Arhieparhia Greco-Catolică de Alba Iulia și Făgăraș.                                             |
|         | Castelul Mikes                | Cisteiu de Mureș                                 | Baroc                                                         | 1796               | |
|         | Castelul Teleki               | Uioara de Sus                                    | Neogotic                                                      | 1850–1860          | |
|         | Castelul Wesselényi           | Obreja                                           | Baroc                                                         | 1778–1807          | |

### Județul Bistrița-Năsăud
| Imagine | Nume                    | Localitate          | Stil arhitectural | Data construcției    | Note |
| ------- | ----------------------- | ------------------- | ----------------- | -------------------- | --- |
|         | Castelul Bethlen        | Arcalia             |                   | 1850                 | În 2014 parcul dendrologic și castelul de la Arcalia au fost câștigate în instanță de Universitatea Babeș-Bolyai. |
|         | Castelul Bethlen        | Cristur-Șieu        |                   | Secolul al XIX-lea   | |
|         | Castelul Bethlen András | Beclean             | Baroc             | Secolul al XVIII-lea | Găzduiește Grupul Școlar Agricol.                                                                                 |
|         | Castelul Bethlen Béla   | Beclean             |                   | 1929                 | Astăzi funcționează ca sanatoriu.                                                                                 |
|         | Castelul Bethlen Pál    | Beclean             |                   | Sexolu al XVII-lea   | În castela a funcționat Primăria orașului.                                                                        |
|         | Castelul Fekete         | Șieu-Odorhei        | Baroc             | 1812                 | Găzduiește Primăria comunei.                                                                                      |
|         | Castelul Haller         | Matei               |                   | 1764                 | Azi găzduiește Primăria comunei Matei.                                                                            |
|         | Castelul Hye            | Ilișua              |                   | Secolul al XVIII-lea | Din 1952 în incinta castelului funcționează preventoriul TBC.                                                     |
|         | Castelul Rákóczi        | Șieu-Măgheruș       |                   | Secolul al XVIII-lea | |
|         | Castelul Rákóczi-Bánffy | Urmeniș             |                   | 1638–1641            | |
|         | Castelul Sombory-Lázár  | Sărata              |                   | 1835                 | În 2012 a fost vândut unor investitori italieni.                                                                  |
|         | Castelul Teleki         | Comlod              | Baroc             | 1756                 | În 2015 a fost scos la licitație cu prețul de pornire puțin sub 112.000 de euro.                                  |
|         | Castelul Teleki         | Posmuș              |                   | 1752                 | În 2010 Dumitru Dumbrăvan din Șieuț a revendicat castelul în baza unui act original întocmit în anul 1875.        |
|         | Conacul Torma           | Cristeștii Ciceului |                   | 1593                 | |
|         | Castelul Wesselényi     | Chiochiș            |                   | 1761                 | |

### Județul Brașov
| Imagine | Nume                      | Localitate     | Stil arhitectural | Data construcției                | Note                                                                                 |
| ------- | ------------------------- | -------------- | ----------------- | -------------------------------- | ------------------------------------------------------------------------------------ |
|         | Castelul Béldy László     | Budila         | Eclectic          | 1731                             | Este sediu al primăriei comunei Budila din 1990.                                     |
|         | Castelul Béldy Pál        | Budila         |                   | 1751                             |                                                                                      |
|         | Castelul Bran             | Bran           |                   | 1388                             |                                                                                      |
|         | Castelul Brâncoveanu      | Sâmbăta de Sus | Brâncovenesc      | Sfârșitul secolului al XVIII-lea | Între anii 2006 și 2011, primăria împreună cu o companie privată a renovat castelul. |
|         | Castelul Brukenthal       | Sâmbăta de Jos | Baroc             | 1750–1760                        |                                                                                      |
|         | Castelul Guthman-Valenta  | Hoghiz         |                   | 1553                             | În 2015 a fost scos la vânzare pentru 38.000 de euro.                                |
|         | Castelul Haller (Kálnoky) | Hoghiz         |                   | 1311                             | În prezent în castel funcționează o școală.                                          |
|         | Castelul Mikes            | Budila         | Eclectic          | Sfârșitul secolului al XIX-lea   |                                                                                      |
|         | Castelul Nemes            | Budila         |                   | 1751                             |                                                                                      |
|         | Castelul Sükősd-Bethlen   | Racoș          | Renascentist      | 1636                             |                                                                                      |

### Județul Cluj
| Imagine | Nume                          | Localitate    | Stil arhitectural                             | Data construcției                      | Note |
| ------- | ----------------------------- | ------------- | --------------------------------------------- | -------------------------------------- | --- |
|         | Castelul Bánffy               | Bonțida       | Neogotic                                      | 1437–1543                              | Castelul se află în renovare încă din 1999, sub patronajul Prințului Charles al Marii Britanii.                                                   |
|         | Castelul Bánffy               | Borșa         | Eclectic, cu elemente neobaroce și neoclasice | A doua jumătate a secolului al XIX-lea | De câțiva ani castelul a fost retrocedat familiei Bánffy.                                                                                         |
|         | Castelul Bánffy               | Răscruci      | Renascentist-eclectic                         | 1859–1887                              | În 2016 au început lucrările de restaurare la castel, investiția totală fiind de 4,5 milioane de euro.                                            |
|         | Conacul Bánffy                | Turea         | Baroc                                         | 1774                                   | |
|         | Conacul Barcsay               | Huedin        |                                               | Secolul al XVIII-lea                   | În prezent este utilizat ca școală specială. |
|         | Castelul Béldy                | Geaca         | Neoclasic                                     | 1880                                   | |
|         | Conacul Béldy                 | Iara          | Neoclasic                                     | Secolul al XIX-lea                     | |
|         | Conacul Betegh                | Câmpia Turzii |                                               | 1828                                   | Clădirea este sediul Grădiniței de Copii nr. 3.                                                                                                   |
|         | Castelul Bocskai              | Aghireșu      | Renascentist                                  | 1572                                   | |
|         | Conacul Bornemisza            | Buza          |                                               | Secolul al XIX-lea                     | Azi găzduiește un magazin sătesc. |
|         | Conacul Bornemisza-Matskassy  | Popești       |                                               | 1804                                   | |
|         | Conacul Dujardin              | Coasta        |                                               | Secolele XVIII–XIX                     | Azi găzduiește o școală generală. |
|         | Conacul Gallus                | Gilău         |                                               | Secolul al XIX-lea                     | |
|         | Castelul Goga (Boncza)        | Ciucea        |                                               | Sfârșitul secolului al XIX-lea         | Castelul găzduiește Muzeul Memorial „Octavian Goga”.                                                                                              |
|         | Castelul Haller               | Coplean       | Baroc                                         | Jumătatea secolului al XVIII-lea       | |
|         | Castelul Jósika               | Moldovenești  |                                               | Secolele XVI–XIX                       | |
|         | Conacul Kemény                | Cămărașu      | Clasicist                                     | Secolele XVIII–XIX                     | |
|         | Conacul Kemény                | Iara          |                                               | Secolul al XIX-lea                     | |
|         | Castelul Kemény               | Jucu de Sus   | Clasicist                                     | Începutul secolului al XIX-lea         | Din 1950 clădirea funcționează ca școală. |
|         | Castelul Kemény-Bánffy        | Luncani       | Baroc simplificat                             | 1633                                   | |
|         | Castelul Kornis               | Mănăstirea    | Renascentist                                  | 1573–1592                              | |
|         | Conacul Laszay                | Gârbău        |                                               | 1791                                   | |
|         | Conacul Laszay-Filip          | Nădășelu      |                                               | Secolele XVII–XIX                      | |
|         | Castelul Mikes                | Săvădisla     | Neobaroc                                      | Secolul al XIX-lea                     | În prezent este folosit ca sanatoriu TBC. |
|         | Conacul Paget                 | Câmpia Turzii |                                               | 1840                                   | În prezent este folosit de casa de cultură orășenească.                                                                                           |
|         | Conacul Rhédey                | Dăbâca        |                                               | Secolul al XVIII-lea                   | |
|         | Conacul Schilling (Inczédy)   | Corneni       | Baroc                                         | 1774                                   | |
|         | Conacul Szentkereszty-Bethlen | Câmpia Turzii |                                               | A doua jumătate a secolului al XIX-lea | Azi incinta clădirii găzduiește biblioteca Liceului Teoretic „Pavel Dan”.                                                                         |
|         | Conacul Teleki                | Cuzdrioara    |                                               | Secolul al XIX-lea                     | În prezent primăria locală funcționează în clădire.                                                                                               |
|         | Conacul Teleki                | Iara          |                                               | Secolul al XIX-lea                     | |
|         | Castelul Teleki               | Luna de Jos   |                                               | 1650–1700                              | |
|         | Castelul Veres                | Pruniș        |                                               | Secolele XVIII–XIX                     | |
|         | Conacul Vitéz                 | Copăceni      |                                               | 1889                                   | În prezent colțul din partea stângă funcționează ca și cabinet medical, iar restul parterului este împărțit în apartamente mici. Etajul este gol. |
|         | Castelul Wass                 | Țaga          | Baroc                                         | 1769                                   | |
|         | Castelul Wass-Bánffy          | Gilău         |                                               | 1428                                   | În 2014 castelul a fost cumpărat de patronul Café Bulgakov.                                                                                       |

### Județul Covasna
| Imagine | Nume                         | Localitate     | Stil arhitectural                                                | Data construcției                      | Note |
| ------- | ---------------------------- | -------------- | ---------------------------------------------------------------- | -------------------------------------- | --- |
|         | Castelul Apor                | Turia          | Renascentist                                                     | 1693                                   | După procese îndelungate purtate cu Statul, castelul a reintrat în posesia familiei Apor, care au început renovarea acestuia. |
|         | Castelul Béldy-Mikes         | Ozun           |                                                                  | 1755, modificări în secolul al XX-lea  | Familia Mikes a redobândit clădirea în 2004, în urma unui proces. |
|         | Castelul Daniel              | Tălișoara      | Renascentist                                                     | Prima jumătate a secolului al XVII-lea | Azi funcționează ca hotel. |
|         | Castelul Daniel              | Vârghiș        | Renascentist târziu, cu ornamente baroce și extinderi clasiciste | Secolul al XVI-lea                     | După ce Daniel Ferenc și copiii acestuia au solicitat restituirea castelului și a domeniului lor, clădirea a fost cumpărată de Consiliul Local al orașului Esztergom din Ungaria.                                                        |
|         | Castelul Kálnoky             | Micloșoara     | Renascentist târziu                                              | 1648                                   | La sfârșitul anilor '90, clădirea a ajuns în proprietatea moștenitorilor, iar datorită familiei Kálnoky, au început lucrările de reabilitare.                                                                                            |
|         | Castelul Kálnoky             | Valea Crișului | Renascentist                                                     | Sfârșitul anilor 1660                  | Pe domeniul Kálnoky din Valea Crișului funcționează un centru de echitație. |
|         | Castelul Mikes               | Bixad          |                                                                  | Secolul al XVI-lea                     | |
|         | Castelul Mikes               | Zăbala         |                                                                  | Secolele XVII–XIX                      | Astăzi este proprietatea lui Gregor Roy Chowdhury, conte de Zăbala. |
|         | Castelul Mikes-Szentkereszty | Zagon          |                                                                  | Secolele XVIII–XX                      | În anii 1990 clădirea a fost restaurată și transformată în centru de cultură regional și punct de informare despre istoria familiei și reședințelor Mikes, precum și un muzeu memorial dedicat artistei Kiss Manyi, originară din Zagon. |
|         | Castelul Mikó                | Olteni         | Clasicist                                                        | 1827                                   | În 2014 a fost cumpărat de Consiliul Județean Covasna. |
|         | Castelul Nemes               | Hăghig         | Clasicist                                                        | Secolele XVIII–XIX                     | |
|         | Castelul Szentkereszty       | Arcuș          | Istorist, cu elemente neobaroce și neorenascentiste              | 1773, reconstruit în anii 1890         | |
|         | Castelul Thury-Bányai        | Tamașfalău     | Clasicist, cu elemente decorative în stil empire                 | 1810–1820                              | Astăzi este casa de cultură a localității. |

### Județul Harghita
| Imagine | Nume              | Localitate     | Stil arhitectural | Data construcției | Note |
| ------- | ----------------- | -------------- | ----------------- | ----------------- | --- |
|         | Castelul Apafi    | Tomești        |                   |                   | |
|         | Castelul Lázár    | Lăzarea        | Renascentist      | 1629–1631         | Din ianuarie 2014, din cauza disputei dintre moștenitori, castelul este închis temporar.                                                       |
|         | Castelul Mikó     | Miercurea Ciuc | Neorenascentist   | 1623–1631         | În grădina din spatele cetății a fost amenajat Muzeul Secuiesc al Ciucului, iar în curtea cetății se desfășoară festivalurile de muzică veche. |
|         | Castelul Urmánczy | Toplița        |                   |                   | |

### Județul Hunedoara
| Imagine | Nume                             | Localitate        | Stil arhitectural | Data construcției | Note |
| ------- | -------------------------------- | ----------------- | ----------------- | ----------------- | ---- |
|         | Castelul Bela Fay                | Simeria           |                   |                   |      |
|         | Castelul Berthelot               | General Berthelot |                   | anii 1920         |      |
|         | Magna Curia (Castelul Bethlen)   | Deva              |                   |                   |      |
|         | Castelul Corvinilor (Huniazilor) | Hunedoara         |                   | 1458              |      |
|         | Castelul Gyulay                  | Mintia            |                   |                   |      |
|         | Castelul Jósika                  | Brănișca          |                   |                   |      |
|         | Castelul Kendeffy                | Sântămăria-Orlea  |                   |                   |      |
|         | Castelul Nalatzi-Fay             | Nălațvad          |                   |                   |      |
|         | Castelul Nopcsa                  | Zam               |                   |                   |      |
|         | Castelul Nopcsa-Pallavicini      | Săcel             |                   |                   |      |
|         | Castelul Pogány                  | Păclișa           |                   |                   |      |
|         | Castelul Veress                  | Bobâlna           |                   |                   |      |

### Județul Mureș
Județul Mureș are cele mai multe castele per județ din România, și anume 28:
| #  | Imagine | Denumire                                   | Proprietar             | Localitate           | Datare                                  | Observații                  |
| -- | ------- | ------------------------------------------ | ---------------------- | -------------------- | --------------------------------------- | --------------------------- |
| 1  |         | Castelul Apor din Abuș                     | Familia Apor           | Abuș, Mureș          | 1775 - 1830                             |                             |
| 2  |         | Castelul Banffy din Gheja                  |                        | Gheja, Mureș         | înc. sec. XIX                           |                             |
| 3  |         | Castelul Bethlen din Bahnea                | Familia Bethlen        | Bahnea, Mureș        |                                         |                             |
| 4  |         | Castelul Bethlen din Boiu                  | Familia Bethlen        | Boiu, Mureș          | Epoca medievală (sec. XVII)             |                             |
| 5  |         | Castelul Bethlen din Criș                  | Familia Bethlen        | Criș, Mureș          | Epoca medievală (sec. XIV-XVIII)        | Alexius și Georgius Bethlen |
| 6  |         | Castelul Bethlen din Mădăraș               | Familia Bethlen        | Mădăraș, Mureș       | Epoca medievală (1517)                  | Alexius și Georgius Bethlen |
| 7  |         | Castelul Bethlen din Țopa                  |                        | Țopa, Mureș          | Secolul XVII                            |                             |
| 8  |         | Castelul Bornemisza din Gurghiu            | Familia Bornemisza     | Gurghiu, Mureș       |                                         |                             |
| 9  |         | Castelul Degenfeld din Cuci                | Familia Degenfeld      | Cuci, Mureș          |                                         |                             |
| 10 |         | Castelul Dózsa-Barátosi din Trei Sate      | Primăria Ghindari      | Trei Sate, Mureș     | Epoca modernă (sec. XVIII)              |                             |
| 11 |         | Castelul Eremitu                           |                        | Eremitu, Mureș       |                                         |                             |
| 12 |         | Castelul Haller din Mihai Viteazu          | Familia Haller         | Mihai Viteazu, Mureș |                                         |                             |
| 13 |         | Castelul Haller din Ogra                   | Familia Haller         | Ogra, Mureș          | Epoca medievală (sec. XVII)             |                             |
| 14 |         | Castelul Haller din Sânpaul                | Familia Haller         | Sânpaul, Mureș       | Epoca medievală (sec. XVII - XVIII)     |                             |
| 15 |         | Castelul Huszar din Apalina                |                        | Apalina, Mureș       | Epoca modernă (sec. XVIII - XIX)        |                             |
| 16 |         | Castelul Kendy-Kemény din Brâncovenești    | Kemeny Nagy Geza       | Brâncovenești, Mureș | Epoca medievală (sec. XVI)              | Transformări sec. XIX, XX.  |
| 17 |         | Castelul Kornis-Rákoczi-Bethlen din Iernut | Kornis-Rákoczi-Bethlen | Iernut, Mureș        |                                         |                             |
| 18 |         | Castelul Regal de Vânătoare din Lăpușna    |                        | Lăpușna, Mureș       |                                         |                             |
| 19 |         | Castelul Máriaffi din Sângeorgiu de Mureș  | Familia Máriaffi       | Sângeorgiu de Mureș  |                                         |                             |
| 20 |         | Castelul Pănet                             |                        | Pănet, Mureș         | Epoca modernă (mijl. sec. XVIII)        |                             |
| 21 |         | Castelul Pekri din Ozd                     | Familia Pekri          | Ozd, Mureș           | Epoca modernă (ante 1705; refăcut 1732) |                             |
| 22 |         | Castelul Rhédey din Sângeorgiu de Pădure   | Statul Român - MEN     | Sângiorgiu de Pădure | Epoca modernă (sec. XVIII)              |                             |
| 23 |         | Castelul Rhédey-Rothenthal din Gănești     | Rhédey-Rothenthal      | Gănești, Mureș       | Epoca modernă (sec. XVIII - XIX)        |                             |
| 24 |         | Castelul Somsics Chendu                    |                        | Chendu, Mureș        | Epoca modernă (înc. sec. XIX)           |                             |
| 25 |         | Castelul Teleki din Dumbrăvioara           | Familia Teleki         | Dumbrăvioara, Mureș  |                                         |                             |
| 26 |         | Castelul Teleki din Gornești               | Familia Teleki         | Gornești, Mureș      | Epoca modernă (1771-1778)               |                             |
| 27 |         | Castelul Tholdalagi din Corunca            | Familia Toldalagi      | Corunca, Mureș       | Epoca medievală                         |                             |
| 28 |         | Castelul Ugron din Zau de Câmpie           | Familia Ugron          | Zau de Câmpie, Mureș |                                         |                             |

### Județul Sălaj
| Imagine | Nume                        | Localitate       | Stil arhitectural | Data construcției | Note |
| ------- | --------------------------- | ---------------- | ----------------- | ----------------- | ---- |
|         | Castelul Bánffy             | Nușfalău         |                   |                   |      |
|         | Castelul Báthory            | Șimleu Silvaniei |                   |                   |      |
|         | Castelul Bay                | Treznea          |                   |                   |      |
|         | Castelul Béldy              | Jibou            |                   |                   |      |
|         | Castelul Csáky              | Almașu           |                   |                   |      |
|         | Conacul Geleji              | Cuzăplac         |                   |                   |      |
|         | Castelul Haller             | Gârbou           |                   |                   |      |
|         | Conacul Hatfaludy           | Hida             |                   |                   |      |
|         | Castelul Jósika             | Surduc           |                   |                   |      |
|         | Conacul Maniu               | Bădăcin          |                   |                   |      |
|         | Conacul Morca               | Hida             |                   |                   |      |
|         | Conacul Sebeș               | Panic            |                   |                   |      |
|         | Conacul Szentiványi         | Sfăraș           |                   |                   |      |
|         | Conacul Visky               | Zăuan            |                   |                   |      |
|         | Castelul Wesselényi         | Jibou            |                   |                   |      |
|         | Castelul Wesselényi-Bethlen | Dragu            |                   |                   |      |
|         | Conacul Zsombory            | Zimbor           |                   |                   |      |

### Județul Sibiu
| Imagine | Nume                | Localitate       | Stil arhitectural | Data construcției | Note |
| ------- | ------------------- | ---------------- | ----------------- | ----------------- | ---- |
|         | Castelul Apafi      | Dumbrăveni       |                   |                   |      |
|         | Conacul Apafi       | Mălâncrav        |                   |                   |      |
|         | Castelul Bolyai     | Buia             |                   |                   |      |
|         | Castelul Brukenthal | Avrig            |                   |                   |      |
|         | Castelul Brukenthal | Micăsasa         |                   |                   |      |
|         | Castelul de lut     | Porumbacu de Sus |                   |                   |      |
|         | Castelul Tobias     | Boarta           |                   |                   |      |
|         | Castelul Turnu Roșu | Boița            |                   |                   |      |

## Moldova
| Imagine | Nume                                           | Localitate      | Județ    | Stil arhitectural | Data construcției | Note |  |
| ------- | ---------------------------------------------- | --------------- | -------- | ----------------- | ----------------- | ---- |  |
|         | Conacul Alexandrescu                           | Guranda         | Botoșani |                   |                   |      |  |
|         | Conacul Alexandrescu                           | Șcheia          | Iași     |                   |                   |      |  |
|         | Conacul Atanasiu                               | Ivănești        | Vaslui   |                   |                   |      |  |
|         | Conacul Bogdan                                 | Gâdinți         | Neamț    |                   |                   |      |  |
|         | Conacul Buzdugan                               | Gheorghe Doja   | Bacău    |                   |                   |      |  |
|         | Conacul Calafindești                           | Calafindești    | Suceava  |                   |                   |      |  |
|         | Conacul Cantacuzino din Șerbești               | Ștefan cel Mare | Neamț    |                   |                   |      |  |
|         | Conacul Cantacuzino-Pașcanu                    | Ceplenița       | Iași     |                   |                   |      |  |
|         | Conacul Cantacuzino-Deleanu                    | Deleni          | Iași     |                   |                   |      |  |
|         | Conacul Cantacuzino-Pașcanu                    | Popești         | Iași     |                   |                   |      |  |
|         | Conacul Carp                                   | Țibănești       | Iași     |                   |                   |      |  |
|         | Conacul Costache Conachi                       | Țigănești       | Galați   |                   |                   |      |  |
|         | Castelul Ghika                                 | Dofteana        | Bacău    |                   |                   |      |  |
|         | Conacul Ghika                                  | Cotești         | Vrancea  |                   |                   |      |  |
|         | Castelul Melik                                 | Costești        | Botoșani |                   |                   |      |  |
|         | Conacul Krupenschi                             | Podoleni        | Neamț    |                   |                   |      |  |
|         | Conacul Lambrino                               | Butucăria       | Vaslui   |                   |                   |      |  |
|         | Conacul Miclescu                               | Călinești       | Botoșani |                   |                   |      |  |
|         | Conacul Moruzzi                                | Iași            | Iași     |                   |                   |      |  |
|         | Conacul Polizu                                 | Maxut           | Iași     |                   |                   |      |  |
|         | Conacul Prezan                                 | Schinetea       | Vaslui   |                   |                   |      |  |
|         | Conacul Rosetti-Brăescu                        | Măgura          | Bacău    |                   |                   |      |  |
|         | Conacul Rosetti-Catargiu                       | Răducăneni      | Iași     |                   |                   |      |  |
|         | Conacul Rosetti-Solescu                        | Solești         | Vaslui   |                   |                   |      |  |
|         | Conacul Rosetti-Tescanu                        | Tescani         | Bacău    |                   |                   |      |  |
|         | Conacul Sturdza                                | Salcea          | Suceava  |                   |                   |      |  |
|         | Castelul Roșu (Cantacuzino-Pașcanu-Waldenburg) | Lilieci         | Bacău    |                   |                   |      |  |
|         | Castelul Sturdza                               | Miclăușeni      | Iași     |                   |                   |      |  |
|         | Conacul Tăutu                                  | Dagâța          | Iași     |                   |                   |      |  |
|         | Conacul din Tupilați                           | Tupilați        | Neamț    |                   |                   |      |  |
|         | Conacul din Voinești                           | Voinești        | Iași     |                   |                   |      |  |
|         | Conacul Zamfirescu                             | Faraoanele      | Vrancea  |                   |                   |      |  |
|         | Conacul Zarifopol                              | Cârligi         | Bacău    |                   |                   |      |  |
|         | Conacul Zvoriștea                              | Zvoriștea       | Suceava  |                   |                   |      |  |
|         | Palatul de la Ruginoasa                        | Ruginoasa       | Iași     | stil neogotic     | 1862              |      |  |

## Muntenia

### Județul Argeș
| Imagine | Nume                   | Localitate            | Stil arhitectural | Data construcției | Note |
| ------- | ---------------------- | --------------------- | ----------------- | ----------------- | ---- |
|         | Conacul Alimănișteanu  | Bilcești              |                   |                   |      |
|         | Conacul Brătianu       | Ștefănești            |                   |                   |      |
|         | Conacul Golești        | Ștefănești            |                   |                   |      |
|         | Conacul Gussi-Lahovary | Leordeni              |                   |                   |      |
|         | Conacul Perticari      | Izvoru                |                   |                   |      |
|         | Castelul Poenari       | Căpățânenii Pământeni |                   |                   |      |
|         | Conacul Vlădescu       | Hârtiești             |                   |                   |      |
|         | Cula Racovița          | Mioveni               |                   |                   |      |

### Județul Brăila
| Imagine | Nume                      | Localitate | Stil arhitectural | Data construcției | Note |
| ------- | ------------------------- | ---------- | ----------------- | ----------------- | ---- |
|         | Castelul Conților de Roma | Viziru     |                   |                   |      |
|         | Conacul Orezeanu          | Traian     |                   |                   |      |

### Județul Buzău
| Imagine | Nume                    | Localitate  | Stil arhitectural | Data construcției | Note |
| ------- | ----------------------- | ----------- | ----------------- | ----------------- | ---- |
|         | Conacul Angelescu       | Stâlpu      |                   |                   |      |
|         | Conacul Cândeștilor     | Cândești    |                   |                   |      |
|         | Conacul Danescu         | Nenciulești |                   |                   |      |
|         | Conacul Fintescu        | Năeni       |                   |                   |      |
|         | Conacul Hariton         | Săhăteni    |                   |                   |      |
|         | Conacul Maican          | Varlaam     |                   |                   |      |
|         | Conacul Manciulescu     | Cioranca    |                   |                   |      |
|         | Conacul Marghiloman     | Buzău       |                   |                   |      |
|         | Conacul Procopie Casota | Casota      |                   |                   |      |

### Județul Dâmbovița
| Imagine | Nume                      | Localitate | Stil arhitectural | Data construcției | Note |
| ------- | ------------------------- | ---------- | ----------------- | ----------------- | ---- |
|         | Castelul Dărăscu          | Viforâta   |                   |                   |      |
|         | Conacul Ghika-Cantacuzino | Ciocănești |                   |                   |      |

### Județul Giurgiu
| Imagine | Nume                     | Localitate        | Stil arhitectural | Data construcției | Note |
| ------- | ------------------------ | ----------------- | ----------------- | ----------------- | ---- |
|         | Conacul din Chirculești  | Chirculești       |                   |                   |      |
|         | Conacul Djuvara-Roșianu  | Florești          |                   |                   |      |
|         | Conacul Drugănescu       | Stoenești         |                   |                   |      |
|         | Conacul Grădișteanu      | Grădiștea         |                   |                   |      |
|         | Conacul Marmorosch-Blank | Adunații-Copăceni |                   |                   |      |
|         | Conacul Mociornița       | Singureni         |                   |                   |      |
|         | Conacul Năsturel-Herescu | Herăști           |                   |                   |      |
|         | Conacul Oteteleșanu      | Grădinari         |                   |                   |      |
|         | Conacul Pascale Iagăr    | Goleasca          |                   |                   |      |
|         | Conacul Voinea           | Bulbucata         |                   |                   |      |

### Județul Ialomița
| Imagine | Nume                        | Localitate | Stil arhitectural | Data construcției | Note |
| ------- | --------------------------- | ---------- | ----------------- | ----------------- | ---- |
|         | Conacul Bolomey             | Cosâmbești |                   |                   |      |
|         | Conacul Hagianoff           | Manasia    |                   |                   |      |
|         | Conacul Chiroiu (Condeești) | Condeești  |                   |                   |      |
|         | Conacul Chiroiu (Borănești) | Borănești  |                   |                   |      |
|         | Conacul Marghiloman         | Hagiești   |                   |                   |      |

### Județul Ilfov și București
| Imagine | Nume                      | Localitate  | Stil arhitectural | Data construcției | Note |
| ------- | ------------------------- | ----------- | ----------------- | ----------------- | ---- |
|         | Castelul Copăcenii de Sus | 1 Decembrie |                   |                   |      |
|         | Conacul Hagi Tudorache    | Grădiștea   |                   |                   |      |
|         | Conacul Lahovary          | Balotești   |                   |                   |      |
|         | Castelul Oteteleșanu      | Măgurele    |                   |                   |      |
|         | Conacul Podgoreanu        | Cozieni     |                   |                   |      |
|         | Conacul Stelian Popescu   | Măineasca   |                   |                   |      |
|         | Castelul Țepeș            | București   |                   |                   |      |

### Județul Prahova
| Imagine | Nume                              | Localitate         | Stil arhitectural | Data construcției | Note |
| ------- | --------------------------------- | ------------------ | ----------------- | ----------------- | ---- |
|         | Conacul Bellu                     | Urlați             |                   | 1894-1914         |      |
|         | Conacul Bozianu                   | Sângeru            |                   |                   |      |
|         | Conacul Brâncoveanu-Mavrocordat   | Tătărani           |                   |                   |      |
|         | Castelul Callimachi-Văcărescu     | Mănești            |                   |                   |      |
|         | Castelul Cantacuzino              | Bușteni            |                   |                   |      |
|         | Conacul Matei și Toma Cantacuzino | Filipeștii de Târg |                   |                   |      |
|         | Conacul Costache Cantacuzino      | Râfov              |                   |                   |      |
|         | Conacul Domniței Ralu             | Chițorani          |                   |                   |      |
|         | Castelul Filipescu-Kretzulescu    | Drajna de Jos      |                   |                   |      |
|         | Castelul Foișor                   | Sinaia             |                   |                   |      |
|         | Castelul Iulia Hasdeu             | Câmpina            |                   |                   |      |
|         | Castelul Martha Bibescu (Posada)  | Comarnic           |                   |                   |      |
|         | Conacul Moruzzi                   | Târgșoru Vechi     |                   |                   |      |
|         | Conacul Nicolau                   | Brazii de Sus      |                   |                   |      |
|         | Castelul Peleș                    | Sinaia             |                   |                   |      |
|         | Castelul Pelișor                  | Sinaia             |                   |                   |      |
|         | Conacul Urlățeanu                 | Ceptura de Jos     |                   |                   |      |

### Județul Teleorman
| Imagine | Nume                     | Localitate | Stil arhitectural | Data construcției | Note |
| ------- | ------------------------ | ---------- | ----------------- | ----------------- | ---- |
|         | Conacul Manu             | Scrioaștea |                   |                   |      |
|         | Conacul Popescu          | Izvoarele  |                   |                   |      |
|         | Conacul Raineck          | Lăceni     |                   |                   |      |
|         | Conacul Victor Antonescu | Vitănești  |                   |                   |      |
|         | Conacul Voinea           | Blejești   |                   |                   |      |

## Oltenia

### Județul Dolj
| Imagine | Nume                         | Localitate      | Stil arhitectural | Data construcției | Note |
| ------- | ---------------------------- | --------------- | ----------------- | ----------------- | ---- |
|         | Conacul Argentoianu          | Breasta         |                   |                   |      |
|         | Conacul Barbu Druga          | Cetate          |                   |                   |      |
|         | Conacul Bărbulescu           | Pleșoi          |                   |                   |      |
|         | Conacul Beau Sejour          | Teslui          |                   |                   |      |
|         | Conacul Bebe Poenaru         | Malu Mare       |                   |                   |      |
|         | Conacul Constantin Prejbeanu | Sălcuța         |                   |                   |      |
|         | Conacul Economu              | Pometești       |                   |                   |      |
|         | Conacul din Goiești          | Goiești         |                   |                   |      |
|         | Conacul din Leamna de Sus    | Leamna de Sus   |                   |                   |      |
|         | Conacul din Valea lui Pătru  | Valea lui Pătru |                   |                   |      |
|         | Conacul Gabroveanu           | Negoi           |                   |                   |      |
|         | Conacul Olga Oteteleșeanu    | Negoiești       |                   |                   |      |
|         | Conacul Popp-Popeci          | Padea           |                   |                   |      |
|         | Conacul Roșca                | Moțăței-Gară    |                   |                   |      |
|         | Conacul Stan Jianu           | Preajba         |                   |                   |      |
|         | Cula Izvoranu-Geblescu       | Brabova         |                   |                   |      |
|         | Cula Cernăteștilor           | Cernătești      |                   |                   |      |

### Județul Gorj
| Imagine | Nume                         | Localitate         | Stil arhitectural | Data construcției | Note |
| ------- | ---------------------------- | ------------------ | ----------------- | ----------------- | ---- |
|         | Castelul Roșianu             | Poiana             |                   |                   |      |
|         | Conacul Dimitrie Culcer      | Dobrița            |                   |                   |      |
|         | Conacul Ion Popescu Voitești | Voiteștii din Deal |                   |                   |      |
|         | Conacul din Broștenița       | Fărcășești         |                   |                   |      |
|         | Conacul Scheleru             | Bâlteni            |                   |                   |      |
|         | Cula Cioabă-Chintescu        | Șiacu              |                   |                   |      |
|         | Cula Cornoiu                 | Curtișoara         |                   |                   |      |
|         | Cula Cartianu                | Cartiu             |                   |                   |      |
|         | Cula Crăsnaru                | Groșerea           |                   |                   |      |
|         | Cula Glogoveanu              | Glogova            |                   |                   |      |
|         | Cula I.C. Davani             | Larga              |                   |                   |      |
|         | Cula Moangă-Pleșoianu        | Săcelu             |                   |                   |      |

### Județul Vâlcea
| Imagine | Nume                       | Localitate      | Stil arhitectural | Data construcției | Note |
| ------- | -------------------------- | --------------- | ----------------- | ----------------- | ---- |
|         | Castelul Ioana Cantacuzino | Călimănești     |                   |                   |      |
|         | Conacul Bălcescu           | Valea Bălcească |                   |                   |      |
|         | Conacul Maldăr             | Măldărești      |                   |                   |      |
|         | Conacul Otetelișanu        | Benești         |                   |                   |      |
|         | Cula Bujoreanu             | Bujoreni        |                   |                   |      |
|         | Cula Duca                  | Măldărești      |                   |                   |      |
|         | Cula Greceanu              | Măldărești      |                   |                   |      |
|         | Cula Zătreanu              | Zătreni         |                   |                   |      |

### Județul Mehedinți
| Imagine | Nume                     | Localitate      | Stil arhitectural | Data construcției | Note |
| ------- | ------------------------ | --------------- | ----------------- | ----------------- | ---- |
|         | Conacul din Ilovăț       | Ilovăț          |                   |                   |      |
|         | Conacul din Zegujani     | Zegujani        |                   |                   |      |
|         | Conacul Jean C. Mihail   | Rogova          |                   |                   |      |
|         | Conacul Răduțescu        | Răduțești       |                   |                   |      |
|         | Conacul Dăbuleanu        | Răduțești       |                   |                   |      |
|         | Conacul Theodor Costescu | Vânjuleț        |                   |                   |      |
|         | Cula Cuțui               | Broșteni        |                   |                   |      |
|         | Cula Nistor              | Cerneți         |                   |                   |      |
|         | Cula Tudor Vladimirescu  | Cerneți         |                   |                   |      |
|         | Castelul Pleșa           | Obârșia de Câmp |                   |                   |      |